# Croatian International 2014
Die Croatian International 2014 fanden vom 10. bis zum 13. April 2014 in Zagreb statt. Es war die 16. Austragung der internationalen Meisterschaften von Kroatien im Badminton.

## Austragungsort
- Sport Center Lucko

## Sieger und Platzierte
| Disziplin    | Gold                                | Silber                         | Bronze                               |
| ------------ | ----------------------------------- | ------------------------------ | ------------------------------------ |
| Herreneinzel | Lukas Schmidt                       | David Obernosterer             | Kalle Koljonen                       |
| Herreneinzel | Lukas Schmidt                       | David Obernosterer             | Kęstutis Navickas                    |
| Dameneinzel  | Mette Poulsen                       | Özge Bayrak                    | Lene Clausen                         |
| Dameneinzel  | Mette Poulsen                       | Özge Bayrak                    | Neslihan Yiğit                       |
| Herrendoppel | Mathias Christiansen David Daugaard | Theodor Johansen Mads Pedersen | Zvonimir Đurkinjak Zvonimir Hölbling |
| Herrendoppel | Mathias Christiansen David Daugaard | Theodor Johansen Mads Pedersen | Niclas Nøhr Nikolaj Overgaard        |
| Damendoppel  | Julie Finne-Ipsen Rikke S. Hansen   | Iben Bergstein Louise Seiersen | Özge Bayrak Neslihan Yiğit           |
| Damendoppel  | Julie Finne-Ipsen Rikke S. Hansen   | Iben Bergstein Louise Seiersen | Rebekka Findlay Caitlin Pringle      |
| Mixed        | Niclas Nøhr Sara Thygesen           | Mads Pedersen Mai Surrow       | Ramazan Öztürk Neslihan Kılıç        |
| Mixed        | Niclas Nøhr Sara Thygesen           | Mads Pedersen Mai Surrow       | Igor Čimbur Staša Poznanović         |